# Isaac de Juni
Isaac de Juni est un sculpteur espagnol de la Renaissance, né à León vers 1539, et mort à Valladolid en 1597.
Il est le fils naturel de Juan de Juni, sculpteur français travaillant en Espagne.
Il est actif en Castille et Valladolid au moment où se développe l'école vallisolétaine de sculpture avec  Gaspar Becerra, Francisco de la Maza et Esteban Jordán. Il a principalement travaillé en Castille et pour une part en Galice.

## Biographie
Juan de Juni a eu trois fils légitimes, José, Juan de Mendoza Juni, Simeón, et un fils naturel, Isaac de Juni. Au moment de la mort de son père, en 1577, Isaac de Juni est âgé de 38 ans.